# 7 Münchner Maler
Die 7 Münchner Maler waren eine Künstlervereinigung. Sie umfasste Künstler, die etwa gleich alt waren und die in München lebten. Zur Vereinigung zählten Albert Burkart, Franz Doll, Günther Graßmann, Wilhelm Maxon, Otto Nückel, Walter Schulz-Matan sowie Karl Zerbe.

## Geschichte
Im Jahr 1931 stellte die Künstlervereinigung öffentlich ihre Werke in der Münchner Städtischen Galerie im Lenbachhaus aus. Durch diese und nachfolgende Ausstellungen in Galerien und Kunstvereinen versuchten sie ihr gemeinsames Ziel zu erreichen, sich auf dem Kunstmarkt zu etablieren. Durch die Machtübernahme der Nationalsozialisten wurden ihnen jedoch systematisch die künstlerischen Möglichkeiten beschnitten. Zahlreiche Werke der Künstler wurden von den Nationalsozialisten als Entartete Kunst bezeichnet und vernichtet. Ihr letztes gemeinsames öffentliches Auftreten fand im Sommer 1937 statt.
Die Ausstellungsgemeinschaft stellt ein charakteristisches Phänomen der Zwischenkriegsjahre dar. Es handelt sich nicht um eine klassische Künstlergruppe, sondern um einen losen Zusammenschluss. Ein großer Teil ihrer Ausstellungen fand nicht in staatlichen Räumen statt, sondern z. B. in Kunstvereinen bzw. privaten Galerien. Im Mai 1931 begann in der Münchner Städtischen Galerie im Lenbachhaus ihre Wanderausstellung. Diese erste Station beruht auf Verbindungen zum Direktor des Hauses, Eberhard Hanfstaengl.
Graßmann und die später beigetretenen Erwin Henning und Wolf Panizza waren auch Mitglieder der Münchner Juryfreien. Diese offene, heterogene und ab 1927 dezidiert avantgardistische Künstlervereinigung ist 1911 gegründet worden. 1933 erging ein Verbot durch die Nationalsozialisten. Panizza und Graßmann waren 1931 gegen eine NS-Veranstaltung aufgetreten und dabei verletzt worden.
Im Laufe der Zeit wurden in die sieben Münchner Maler noch Erwin Henning, Wilhelm Heise und Wolf Panizza aufgenommen. Die Gruppierung war lose, sie blieb ohne Programmatik. Graßmann, Heise, Henning, Panizza und Schultz-Matan setzten sich künstlerisch ab 1934 mit der Entstehung der Autobahnen auseinander. Panizza und Graßmann gestalteten im Auftrag des Nazi-Regimes gemeinsam Wehrmachtsgebäude aus. Die Gruppe der Sieben wurde auch im Zuge der „kulturellen Säuberung“ in der Zeit des Nationalsozialismus neben der Münchener Secession aufgelöst.
Zum letzten Mal zeigte sich die Gemeinschaft im Jahre 1937 in der Münchner Kunsthandlung Theodor Heller (vormals Littauer) bzw. im Kunstverein Augsburg. Ab etwa Juni 1937 scheint eine Zäsur stattgefunden zu haben. Nach dieser fanden nur noch Ausstellungen von Künstlern statt, deren Verhältnis zum NS-Staat als unproblematisch bezeichnet werden kann. Hanfstaengl, der Förderer der Ausstellung von 1931, wurde seines Amtes enthoben. Im Juli 1937 eröffnete das Haus der Deutschen Kunst bzw. die Ausstellung Entartete Kunst. Bilder von Graßmann, Maxon, Nückel und Zerbe wurden als „entartet“ aus Galerien und Gemäldesammlungen ausgesondert bzw. beschlagnahmt. Zudem konnten die 7 Münchner Maler nicht mehr in den großen Galerien Münchens - Thannhauser, Heinemann, Caspari - ausstellen. Diese waren aktionsunfähig geworden oder hatten geschlossen.
Ein Teil der Mitglieder verlagerte sich notgedrungen auf angewandte Kunst, Wandermalerei oder die Ausstattung von Kirchengebäuden usw. Zerbe musste wegen seines jüdischen Hintergrunds 1934 nach Boston emigrieren, wo er sich erfolgreich etablieren konnte. Offenbar ist kein Mitglied dieser Gruppe vor 1937 der Reichskammer der bildenden Künste beigetreten. Burkart trat der Reichskammer erst später bei und nahm, ebenso wie Doll und Maxon, an mehreren Großen Deutschen Kunstausstellungen teil. Schulz-Matan betätigte sich während des Zweiten Weltkrieges in Frankreich als Kriegsmaler. 1943 nahmen Graßmann und Panizza an der großen Ausstellung Junge Kunst im Deutschen Reich im Wiener Künstlerhaus teil, eine der wenigen NS-Ausstellung, die vorzeitig wegen „Verdachts Entarteter Kunst“ geschlossen wurde. 
Die 7 Münchner Maler sind nicht mit der Münchner Schule gleichzusetzen. Man könnte einige von ihnen vielleicht eher dem Magischen Realismus oder der Neuen Sachlichkeit zuordnen.
Nicht zu verwechseln ist die Künstlervereinigung 7 Münchner Maler mit der Gruppierung der „Sieben“ aus Barmen. Ihr gehörten die Künstler Theo Champion, Adolf Dietrich, Hasso von Hugo, Alexander Kanoldt, Franz Lenk, Franz Radziwill und Georg Schrimpf an. Diese wiederum veranstalteten 1932 mit Unterstützung des Kunstvereins in Barmen ihre einzige Kollektivausstellung, die in Bochum, Wuppertal-Barmen, Krefeld, Köln und Düsseldorf zu sehen war. Angeblich nahm Schulz-Matan an einer der Ausstellungen teil, sodass dies möglicherweise zur Verwechslung führte.